# Dijksgracht

## Huidige locatie
De Dijksgracht is een gracht in het centrum van Amsterdam, en tevens de naam van de naastgelegen straat. De straat begint aan het Oosterdok en verbindt vanaf de Oosterdoksdraaibrug het Oosterdokseiland met de Kattenburgerstraat. De gracht loopt dan nog verder, onder de Mariniersbrug door naar de Wittenburgervaart bij het voormalige Oostenburgereiland, maar op dit deel is (nog) geen openbare weg gelegen. Op het Oostenburgereiland is ook nog een stukje straat dat Dijksgracht heet, tussen de VOC-kade en de Conradstraat, echter zonder adressen.

## Historie en situering
De dijk, waarnaar gracht en straat genoemd zijn, ontstond eind 19de eeuw als bescherming om de Oostelijke Eilanden tegen verzanding vanuit het IJ. Op het dijklichaam zelf ligt de spoorlijn van Amsterdam (CS) naar Utrecht en Hilversum. Aan de andere kant van de spoordijk ligt de Piet Heinkade.
In het water liggen verscheidene woonboten. Een van de bekendste bewoners van de Dijksgracht was zanger Ramses Shaffy, die in de jaren zeventig in een van deze woonboten leefde. In 2008 werd in het kader van zijn 75ste verjaardag een boom naar hem vernoemd.
Het begin van de Dijksgracht, de zogenaamde Kop Dijksgracht, bevat enkele voorzieningen, waaronder een klimhal op Dijksgracht 2, een horecagelegenheid, de culturele instelling Mediamatic en buurtmoestuin 'Shaffy's Tuin'.

## Recente en toekomstige ontwikkeling
In verband met de centrale locatie zijn er veel plannen gemaakt om de Dijksgracht te vernieuwen. Vanaf de Dijksgracht is een tijdelijke langzaam-verkeersbrug aangelegd naar het in 2015 voort het publiek opengestelde Marineterrein. De brug werd in januari 2016 geopend en kreeg later de naam Commandantsbrug. De overspanning is deel van een verbinding tussen het Centraal Station en het Marineterrein.
In 2007 waren er plannen om de Dijksgracht door te trekken als fiets- en voetpad ten oosten van de Mariniersbrug, maar dat werd uitgesteld. In 2015 kwam het plan opnieuw aan de orde: Dijksgracht-west zou een opknapbeurt krijgen en Dijksgracht-oost zou van een fietspad worden voorzien tot aan het Oostenburgereiland. Vanuit de bewoners kwam daar veel verzet tegen, voornamelijk vanwege het verdwijnen van veel groen. Na diverse inspraakrondes bleef het groene en informele karakter van de straat behouden.
In 2017 werd de bestrating van de Dijksgracht vernieuwd. Gelijktijdig kwam er een nieuw riool en een gasleiding voor de woonboten. Om verzakkingen van het wegdek tegen te gaan werd de drainage en de keermuur onder handen genomen. Ook werd het plan om de fietsroute vanaf de Dijksgracht-west door te trekken naar het Oosterburgereiland weer uit de ijskast gehaald. In eerste instantie zou dit in 2019 gebeuren, later werd dit uitgesteld tot het najaar van 2020.
In oktober 2022 werd de voormalige sluisdeurenloods op Dijksgracht 6 gemeentelijk monument.

## Kunst
Aan de Dijksgracht zijn drie uitingen van kunst in de openbare ruimte vinden; alle drie aan het westelijk eind. Er is de natuurlijke installatie Twijfel zaaien alsmede twee muurschilderingen.

## Afbeeldingen

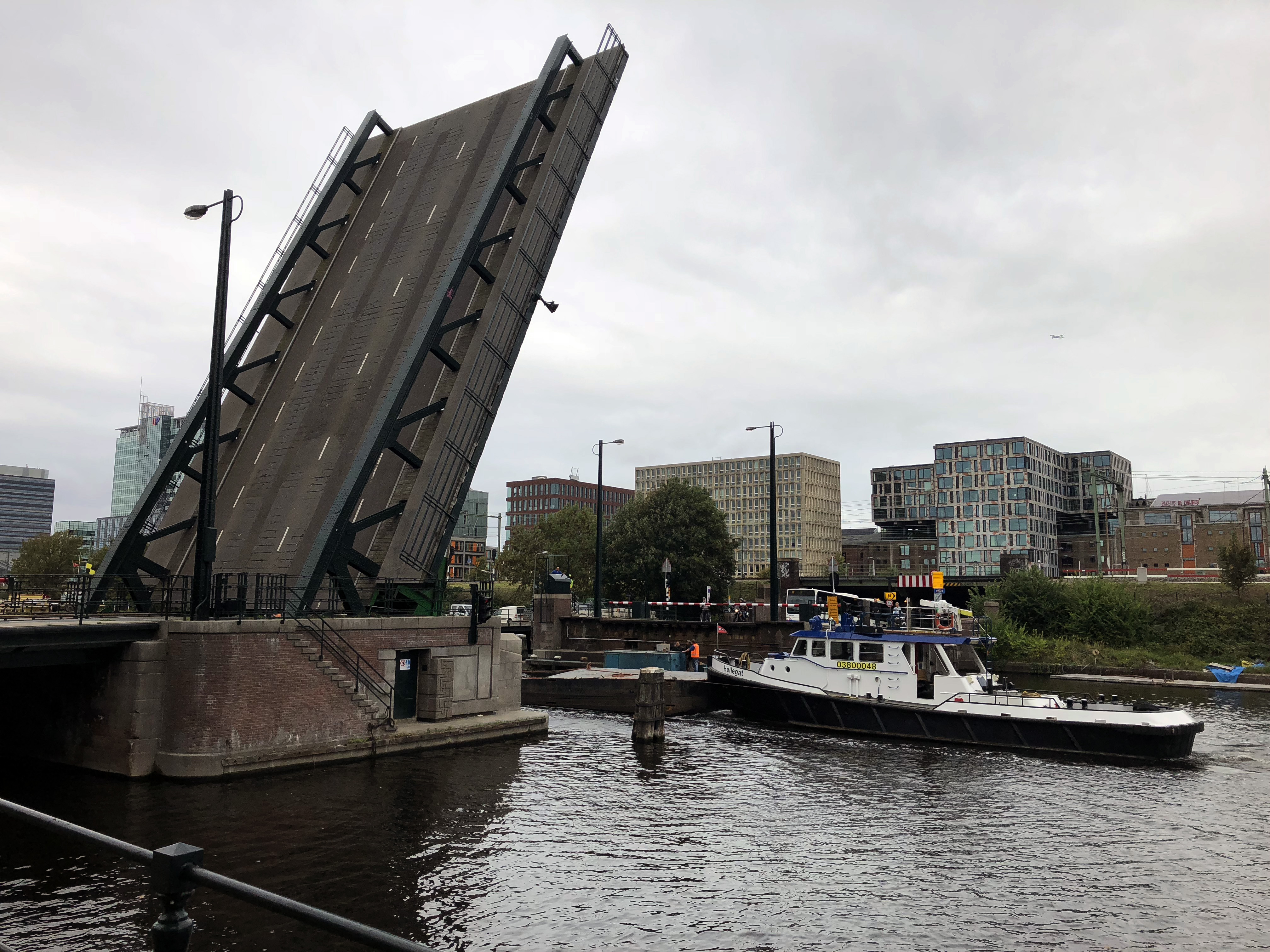
De Mariniersbrug over de Dijksgracht - foto van User:Husky, september 2018
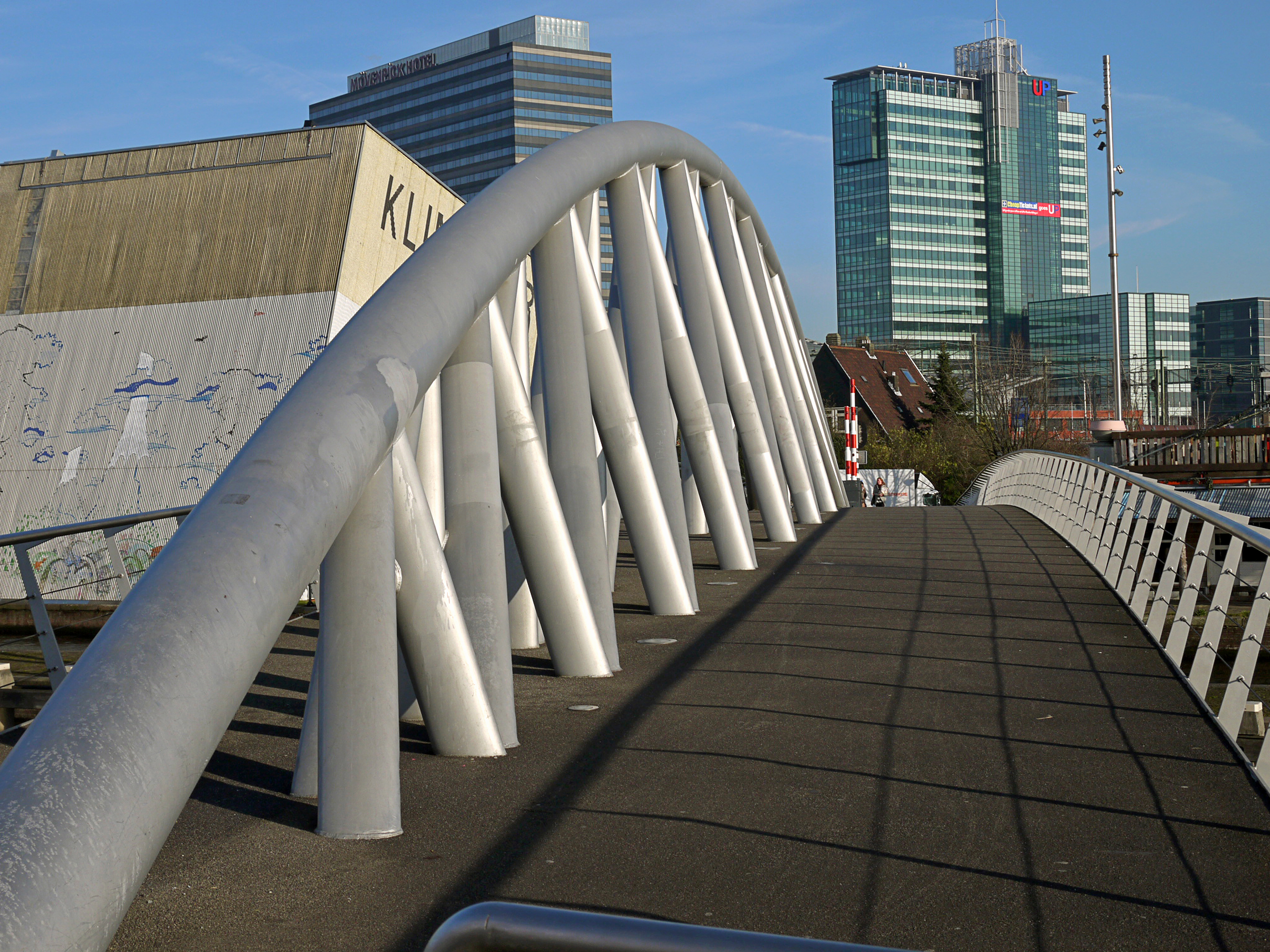
De Oosterdoksdraaibrug, met links de Klimhal - foto van Fons Heijnsbroek, december 2013
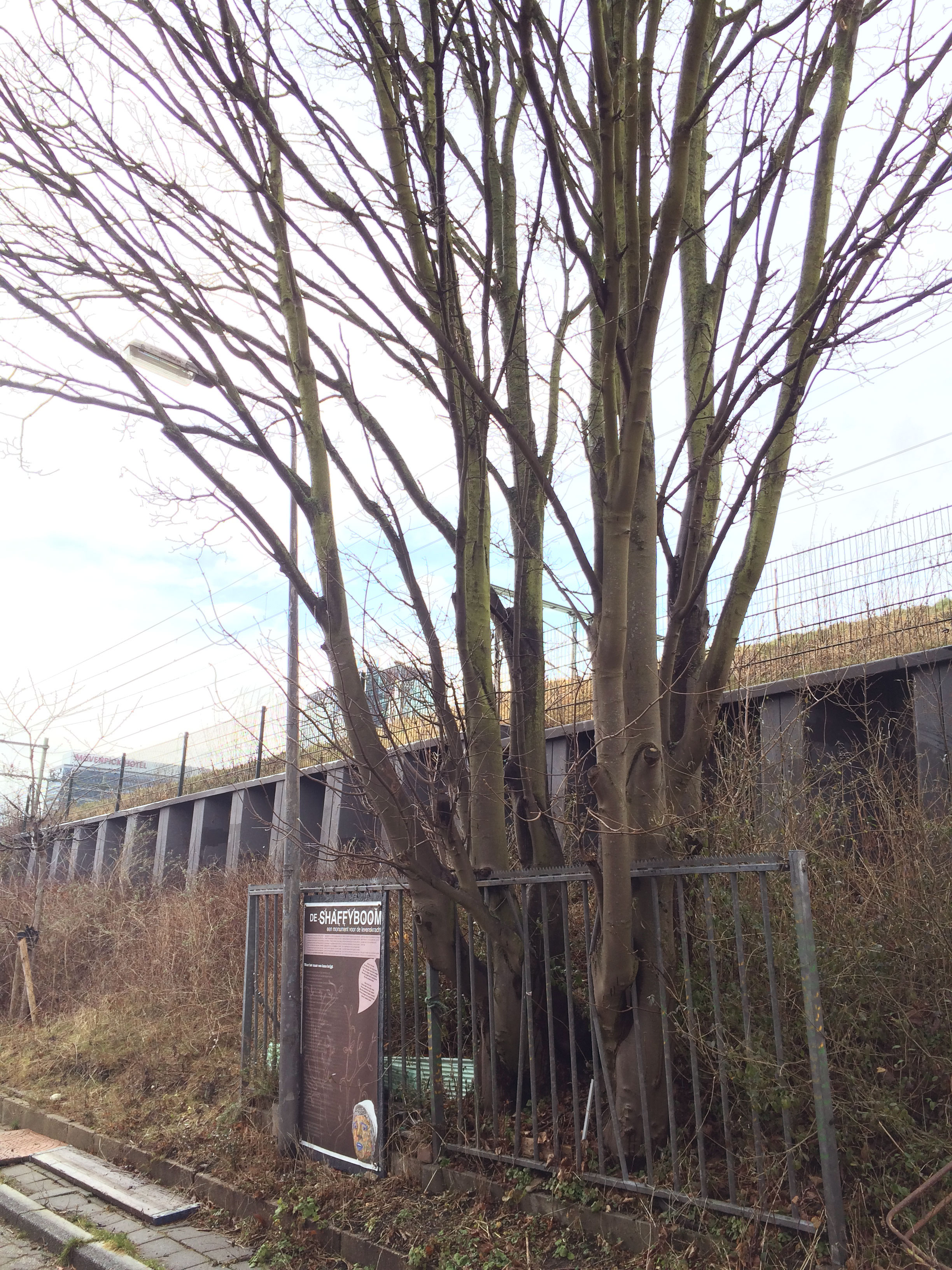
Shaffyboom - foto van User:Husky, februari 2015
De tijdelijke brug die de Dijksgracht verbindt met het Marineterrein - foto van User:Husky, september 2017
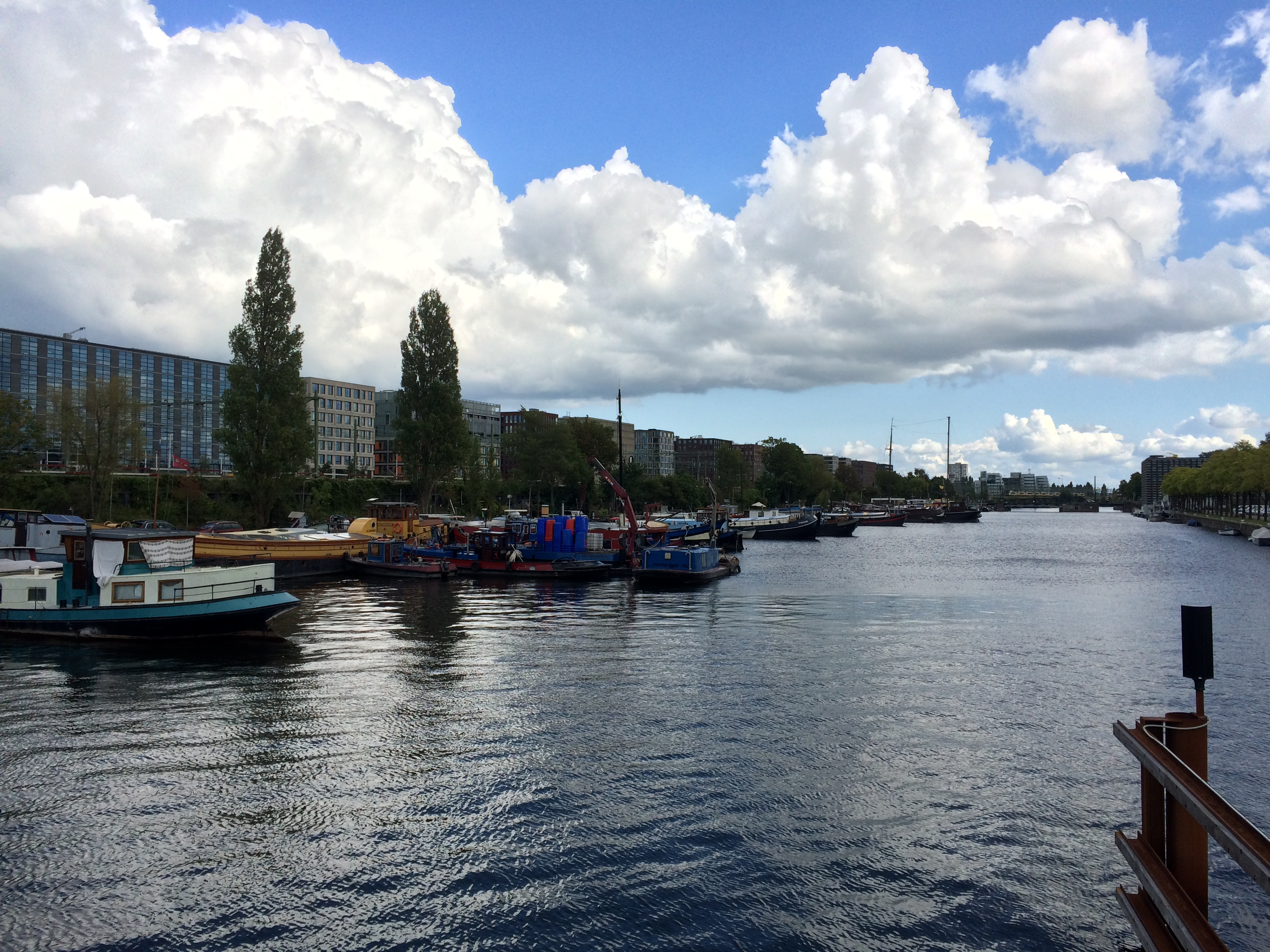
Dijksgracht gezien vanaf de Commandantsbrug - foto van User:Husky, september 2017